# Ralph P. Lowe

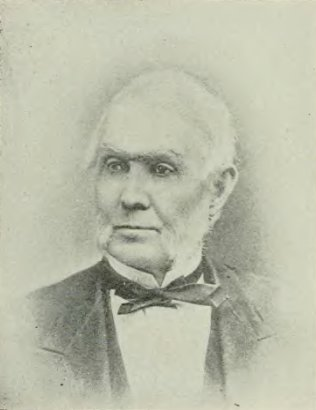
Ralph P. Lowe

Ralph Phillips Lowe (* 27. November 1805 im Warren County, Ohio; † 22. Dezember 1883 in Washington, D.C.) war ein US-amerikanischer Jurist und Politiker und von 1858 bis 1860 der vierte Gouverneur des Bundesstaates Iowa.

## Frühe Jahre und Aufstieg in Iowa
Ralph Lowe besuchte bis 1829 die Miami University und studierte anschließend in Alabama Jura. Danach betrieb er zusammen mit seinem Bruder in Dayton eine Kanzlei. Im Jahr 1840 zog er nach Muscatine in Iowa, wo er eine politische Laufbahn einschlug.
Im Jahr 1844 war er Mitglied der verfassungsgebenden Versammlung von Iowa. Zwischen 1852 und 1857 war er Bezirksrichter des Ersten Gerichtsbezirks in diesem Staat. 1858 wurde Lowe als Kandidat der Republikaner zum neuen Gouverneur von Iowa gewählt. Er war der erste einer langen Reihe von Gouverneuren der Republikanischen Partei in diesem Staat. Mit einer einzigen Unterbrechung durch Horace Boies in den Jahren 1890 bis 1894 stellten dort die Republikaner bis 1933 die Gouverneure.

## Gouverneur und Oberster Richter
Lowe trat sein neues Amt am 13. Januar 1858 an. Aufgrund einer Verfassungsänderung wurde seine Amtszeit von vier auf zwei Jahre verkürzt. In dieser Zeit wurde eine Volkszählung durchgeführt und die Gründung des Agricultural College vorbereitet. Die Staatsbank von Iowa wurde gegründet und eine Blindenschule in Betrieb genommen.
Nach dem Ende seiner zweijährigen Amtszeit wurde er Richter am Iowa Supreme Court. Vier seiner insgesamt acht Jahre an diesem Gericht war er dessen Vorsitzender. Im Jahr 1868 zog er nach Washington, wo er für die Bundesstaatsanwaltschaft arbeitete. Ralph Lowe verstarb im Dezember 1883. Mit seiner Frau Phoebe Carleton hatte er neun Kinder.